# Figueirense Futebol Clube
Maillots
Dernière mise à jour : 29 mai 2025.
Le Figueirense Futebol Clube est un club brésilien de football basé à Florianópolis dans l'État de Santa Catarina. Le club joue au stade Orlando Scarpelli.
Il entretient une rivalité particulière avec son voisin d'Avaí FC, également basé à Florianópolis. Au 14 décembre 2011, il était classé 33e au classement historique des clubs brésiliens.

## Historique
- 1921 : fondation du club
- 1973 : premier club de l'État de Santa Catarina à participer au championnat national[3], il y participera régulièrement au long des années 1970
- 2001 : vice-champion du championnat national de Série B, promu en Série A (première participation depuis 1979)
- 2006 : 7e du championnat national, meilleur résultat du club
- 2007 : finaliste de la Coupe du Brésil
- 2008 : relégation en Série B (après sept saisons parmi l'élite)
- 2010 : vice-champion du championnat national de Série B, promu en Série A
- 2011 : 7e du championnat national
- 2012 : relégation en Série B (après deux saisons)
- 2013 : promotion en Série A
- 2016 : relégation en Série B (après trois saisons)

## Palmarès
| Compétitions nationales                                                       | Compétitions régionales | Compétitions amicales                   |
| ----------------------------------------------------------------------------- | --- | --------------------------------------- |
| - Série B - Vice-champion : 2001 et 2010 - Coupe du Brésil - Finaliste : 2007 | - Campeonato Catarinense (18) - Champion : 1932, 1935, 1936, 1937, 1939, 1941, 1972, 1974, 1994, 1999, 2002, 2003, 2004, 2006, 2008, 2014, 2015 et 2018 - Coupe de Santa Catarina (3) - Vainqueur : 1990, 1996 et 2021 | - Torneio Mercosul : - Vainqueur : 1995 |

## Anciens joueurs
- Michel Bastos
- Edmundo
- Valdo
- Filipe
- Cleiton Xavier
- André Santos
- Ricardo Otacilio Emerson
- Reinaldo
- Roberto Cereceda
- Roberto Firmino